# Raionul Haisîn, Vinnița (1923–2020)
Haisîn (în ucraineană Гайсинський район, transliterat: Haisînskîi raion) este un raion în regiunea Vinnița, Ucraina. Reședința sa este orașul Haisîn.

## Demografie
Componența lingvistică a raionului Haisîn
     Ucraineană (96,28%)
     Rusă (3,46%)
     Alte limbi (0,12%)
Conform recensământului din 2001, majoritatea populației raionului Haisîn era vorbitoare de ucraineană (96,28%), existând în minoritate și vorbitori de rusă (3,46%).